# Agrilus suturicuspidatus
Agrilus suturicuspidatus é uma espécie de inseto do género Agrilus, família Buprestidae, ordem Coleoptera.
Foi descrita cientificamente por Jendek, 2007.